# Виджетунге, Дингири
Дингири Банда́ Виджету́нге (синг. ඩිංගිරි බණ්ඩා විජේතුංග; 15 февраля 1922, дер. Удунувара, Канди, Британский Цейлон  — 21 сентября, 2008, Канди, Шри-Ланка) — шри-ланкийский политический деятель, премьер-министр Шри-Ланки (1989—1993), президент Шри-Ланки (1993—1994).

## Биография
В 1946 году вступил в Объединённую национальную партию.
В 1942—1947 годах работал в департаменте кооперативов.
В 1947—1952 годах — секретарь министерства продовольствия и кооперативов.
В 1952—1956 годах — секретарь министерства внутренних дел.
В 1965 году избран депутатом парламента. На выборах 1970 года потерпел поражение, с 1977 года — вновь член парламента.
Занимал посты министров: информации и радиовещания, ирригации, энергетики и шоссейных дорог, почт и телекоммуникаций.
В 1987—1988 годах — министр сельскохозяйственного развития и исследований.
С апреля 1988 до февраля 1989 года — губернатор Северо-Западной провинции.
С февраля 1989 года — министр финансов.
В марте 1989 — мае 1993 года — одновременно премьер-министр и заместитель лидера Объединённой национальной партии. Премьерство Виджетунге было технократическим на фоне харизматичной политики президента Ранасингхе Премадасы. Оно совпало с острым политическим противостоянием президента Премадасы с его политическими конкурентами — Гамини Диссанейаком и Лалитхом Атхулатхмудали.
В апреле 1993 года во время проведения кампании в местные органы власти был застрелен Атхулатхмудали, неделю спустя, 1 мая 1993 года, президент Премадаса был также убит.
Экстренная сессия парламента избирает Виджетунге на пост президента страны до окончания срока полномочий Премадасы. Однако в это время резко усилила свои позиции Чандрика Кумаратунга, дочь двух первых премьер-министров Шри-Ланки являла собой выгодный контраст к скромному бывшему крестьянину, ставшему волею судьбы президентом. После поражения Объединённой национальной партии на муниципальных выборах 1994 года Виджетунге досрочно распускает парламент, надеясь, что популярность Камарутенге ещё не так велика.
Однако, в 1994 году Народная партия, возглавляемая Камаратунге, убедительно побеждает на парламентских выборах, гарантируя своему лидеру премьерское кресло, а в ноябре того же года она избирается президентом, Виджетунге уходит в отставку.